# 伊斯哈克·土尔克
伊斯哈克·土爾克（阿拉伯语：‎；？—？），是阿拔斯王朝宣傳家阿布·穆斯林派往河中的突厥人。
在哈里發曼蘇爾命令處決阿布·穆斯林後，他逃到河中並宣布對曼蘇爾的反抗，他聲稱阿布·穆斯林是一位改革祆教的先知，他後來被阿拔斯王朝的呼羅珊總督抓獲並處決。他的支持者被稱為“穆斯林米耶”（阿布·穆斯林的追隨者），並在未來成為巴巴克耶教派。